# Drago Filipič
Drago Filipič, slovenski ekonomist, * 8. oktober 1943, Babinci, † 22. avgust 2008, Maribor.
Leta 1972 je diplomiral na Višji ekonomsko-komercialni šoli v Mariboru, prav tam 1984 tudi doktoriral in predaval, od 1995 kot redni profesor za bančništvo in finance. Objavil je več samostojnih publikacij, raziskav, razprav in člankov.

## Izbrana bibliografija
- Povečanje osnovnega kapitala in sanacija gospodarskih družb (COBISS)